# Novice (bier)
Novice is een Belgisch bier van hoge gisting dat wordt gebrouwen in Brouwerij De Landtsheer te Buggenhout. 

## Varianten
- Novice Black Tripel, donkerbruin bier met een alcoholpercentage van 8,5% en een densiteit van 18°Plato. Een atypische tripel met een zoetige smaak, toetsen van citrus en een bittere nasmaak. De geur is moutig.
- Novice Blue, goudblond bier met een alcoholpercentage van 8,5% met een fruitig aroma, een volle smaak en een vrij lange zoete afdronk.

## Prijzen

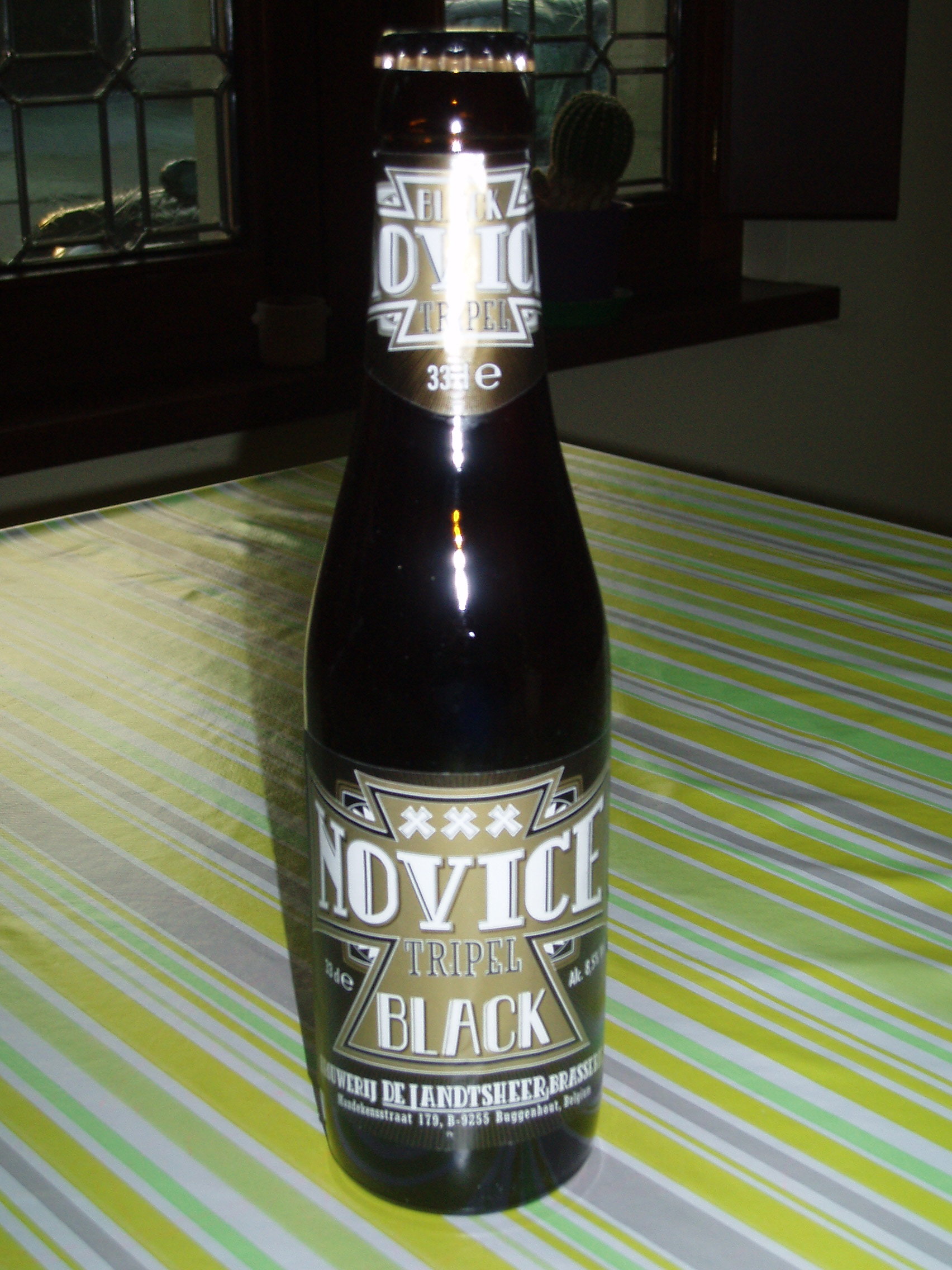
World Beer Awards 2013 – zilveren medaille in de categorie Europe – Black IPA voor Novice Black Tripel